# Nouhuysia arfakensis
Nouhuysia arfakensis är en tvåhjärtbladig växtart som först beskrevs av Lilian Suzette Gibbs, och fick sitt nu gällande namn av Van Steenis. Nouhuysia arfakensis ingår i släktet Nouhuysia och familjen Calophyllaceae. Inga underarter finns listade i Catalogue of Life.